# Maranchón (kommun)
Maranchón är en kommun i Spanien.   Den ligger i provinsen Provincia de Guadalajara och regionen Kastilien-La Mancha, i den centrala delen av landet, 150 km nordost om huvudstaden Madrid. Antalet invånare är 254.